# Liczby Smitha
Liczba Smitha – liczba naturalna złożona, której suma cyfr (w systemie dziesiętnym) jest równa sumie cyfr wszystkich liczb występujących w jej rozkładzie na czynniki pierwsze. Na przykład 202 jest liczbą Smitha, ponieważ 2 + 0 + 2 = 4, a po jej rozkładzie na czynniki pierwsze 202 = 2 · 101 suma cyfr obu czynników wynosi 2+1+0+1=4.
Początkowymi liczbami Smitha są
4, 22, 27, 58, 85, 94, 121, 166, 202, 265, 274, 319, 346, 355, 378, 382, 391, 438, 454, 483, 517, 526, 535, 562, 576, 588, 627, 634, 636, 645, 648, 654, 663, 666, 690, 706, 728, 729, 762, 778, 825, 852, 861, 895, 913, 915, 922, 958, 985, 1086...
Pojęcie liczby Smitha wprowadził Albert Wilansky w roku 1982. W 1987 roku Wayne McDaniel udowodnił, że istnieje nieskończenie wiele liczb Smitha.